# R dels Bessons
R dels Bessons (R Geminorum) és un estel variable a la constel·lació dels Bessons. Massa allunyada perquè el satèl·lit Hipparcos poguera mesurar de forma fiable la seua paral·laxi, la seva distància al sistema solar s'estima entre 2.000 i 2.300 anys llum.
De tipus espectral S2,9e-S8,9e, R Geminorum és un estel de tipus S; aquestos són gegants vermells semblants als de tipus M, excepte que els òxids dominants al seu espectre són els formats per metalls del cinquè període de la taula periòdica, com zirconi o itri. Són estels considerablement lluminosos en les últimes fases de la seva evolució estel·lar. R Geminorum posseeix una lluminositat 5.500 vegades superior a la lluminositat solar —un altre estudi ofereix una lluminositat notablement major equivalent a 9.600 sols. Una altra característica d'aquesta classe d'estels és la pèrdua de massa estel·lar; en el cas de R Geminorum aquesta s'estima en ~ 4 × 10-7 vegades la massa solar per any. La mesura del seu diàmetre angular durant una ocultació lunar, 4,90 ± 1,40 mil·lisegons d'arc, permet estimar el seu diàmetre real, sent aquest ~ 340 vegades més gran que el diàmetre solar; aquest valor, en dependre de la distància —que no és ben coneguda— i de l'error inherent a la pròpia mesura, té un caràcter només aproximat.
R Geminorum és una variable Mira la lluentor de la qual oscil·la entre magnitud +6,0 i +14,0 al llarg d'un període de 369,91 dies. En les variables Mira —l'arquetip de les quals és Mira (ο Ceti)— la inestabilitat prové de pulsacions en la superfície estel·lar, cosa que provoca canvis de color i lluentor. Algunes d'elles, entre les quals s'hi troba R Geminorum, mostren emissió màser de SiO.